# Liszkowo (województwo wielkopolskie)
Liszkowo (niem. Witzleben) – wieś krajeńska w Polsce położona w województwie wielkopolskim, w powiecie pilskim, w gminie Łobżenica.
W latach 1954–1961 wieś należała i była siedzibą władz gromady Liszkowo, po jej zniesieniu w gromadzie Luchowo. W latach 1975–1998 miejscowość administracyjnie należała do województwa pilskiego.